# Mount Maria
Mount Maria is een berg die deel uitmaakt van de Hornsby Mountains, grenzend aan Port Howard op het eiland West-Falkland, Falklandeilanden.
De berg is ongeveer 658 meter hoog en heeft kleine gletsjermeren in het dal. Het is een van de attracties van Port Howard.